# Баумгартен, Александр Готлиб
Александр Готлиб Баумгартен (нем. Alexander Gottlieb Baumgarten; 17 июля 1714 — 27 мая 1762) — немецкий философ, последователь Лейбница и Вольфа, автор термина «эстетика».

## Биография
Родился в Берлине в семье Якоба и Розины Баумгартен. Его отец был помощником богослова и педагога Франке. Александр Баумгартен был пятым ребёнком в семье. Его брат Зигмунд Якоб был известным теологом и церковным историком. Баумгартен изучал философию и богословие в Галле у X. Вольфа. В 1735 году после получения степени магистра он был назначен преподавателем университета в Галле и в 1738 году стал профессором. С 1740 года — профессор университета во Франкфурте-на-Одере, где он работал до самой смерти.
В числе его известных учеников Иоганн Николаус Гёц.

## Учение
Онтологию Баумгартен определяет как «науку об общих предикатах сущего» (лат. Scientia praedicatorum entis generaliorum). Он полагал, что онтология является составной частью метафизики наряду с космологией, психологией и естественной теологией:
Ad metaphysicam referuntur ontologia, cosmologia, psychologia et theologia naturalis (Prolegomena Metaphysicorum, 2)
В 1735 году Баумгартен впервые ввёл термин «эстетика» (лат. Aesthetica; от древнегреческого aisthetikos — чувственно воспринимаемый), обозначив им философскую науку о чувственном познании (лат. scientia cognitionis sensitivae), постигающем и создающем прекрасное и выражающемся в образах искусства. В понятие «чувственность» Баумгартен включал не только ощущения, но и эмоции, память, интуицию, остроумие, воображение. Совершенство или красоту он усматривал в согласии трёх основных элементов: содержания, порядка и выражения. Соответственно, эстетика делилась Баумгартеном на три части:
1. эвристика — учение «о вещах и предметах мысли»
2. методология — учение об организации художественного произведения
3. семиотика — учение об эстетических знаках.

## Сочинения

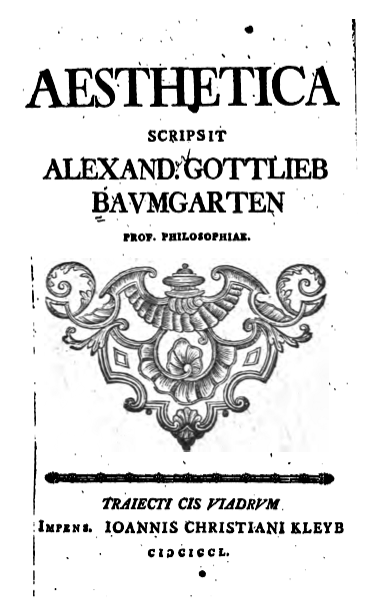
Aesthetica

- Aesthetica, pt 1—2, Traiecti cis Viadrum, 1750—58
- Metaphysica. Halle Magdeburgicae, 1739
- Texte zur Grundlegung der Asthetik, hrsg. v. H. R. Schweizer. Hamb., 1983; в рус. пер.: В кн.: История эстетики, т. 2. М., 1964, с. 449-65.

## Переводы сочинений на русский язык
- Метафизика (Предисловие. Пролегомены к метафизике. Часть 1. Онтология: Пролегомены. Гл.1). Перевод М. М. Позднева, В. Л. Иванова, Т. В. Антонова // «ΕΙΝΑΙ: Проблемы философии и теологии». Том 1, № 1/2 (1/2) 2012.
- Эстетика. Пер. с лат. языка Г.С. Беликова, А.В. Белоусова, Д.В. Бугая, М.И. Касьяновой, А.О. Корчагина, Е.Ю. Чепель и Ю.А. Шахова, под общ. ред. А.В. Белоусова и Ю.А. Шахова. — СПб., Университет Дмитрия Пожарского, 2021. - 760 с. ISBN 978-5-91244-277-3